# Martin Straka (lední hokejista)

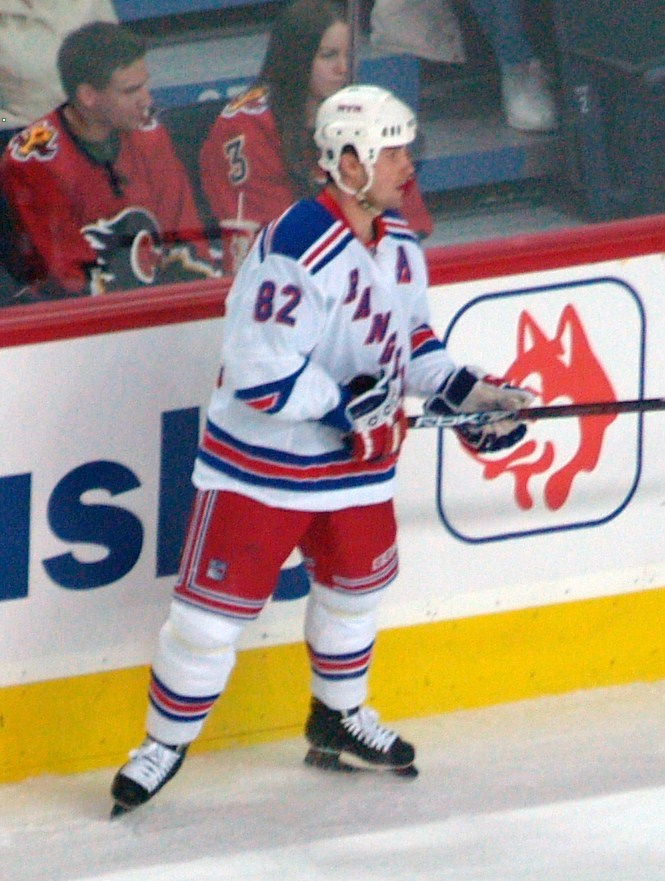
Martin Straka v době, kdy hrál za New York Rangers

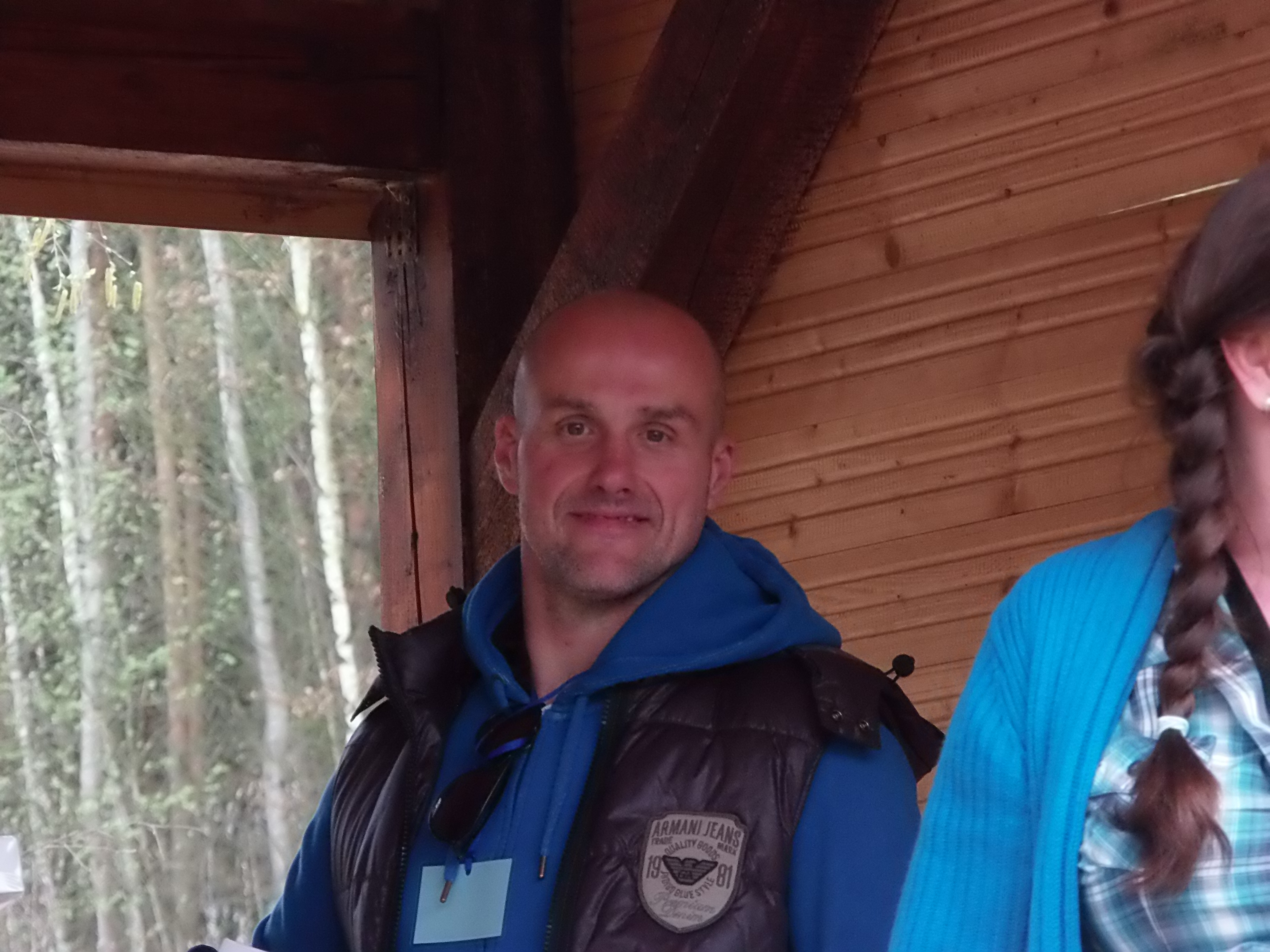
Martin Straka v roce 2014

Martin Straka (* 3. září 1972, Plzeň) je bývalý český hokejový útočník, který je držitelem zlaté medaile z mistrovství světa i zimních olympijských her. Naposledy oblékal dres extraligového klubu HC Škoda Plzeň, jehož je zároveň majitelem.

## Klubová kariéra
S ledním hokejem začínal v Plzni. V roce 1992 si ho ve výběru NHL vybral tým Pittsburgh Penguins. Přes Ottawu, New York Islanders a Floridu se vrátil do Pittsburghu. Zde vytvořil údernou dvojici s Jaromírem Jágrem, v sezóně 2000/01 dosáhl Martin Straka svého osobního maxima: 95 bodů za 27 gólů a 68 asistencí. V roce 2003 přestoupil do Los Angeles Kings, během výluky NHL se vrátil do Plzně. V sezóně 2005/2006 hájil barvy New York Rangers. V červenci roku 2008 se vrátil do klubu HC Lasselsberger Plzeň, v němž podepsal jednoroční hráčskou smlouvu a zároveň přijal místo generálního manažera.. Později v Plzni převzal místo majitele klubu. Kariéru ukončil po sezóně 2013/2014 po vyřazení Plzně ve čtvrtfinále playoff.
V Československé hokejové lize:
- V sezóně 1991/1992 se účastnil s týmem HC Škoda Plzeň finále extraligy, jeho tým však podlehl celku HC Dukla Trenčín 1:3 na zápasy.

V NHL:
- Do Ottawa Senators byl vyměněn 7. dubna 1995 za Norma MacIvera a Troye Murrayho.
- Dne 23. ledna 1996 byl vyměněn s Donem Beaupré a Bryanem Berardem za Damiana Rhodese a Wade Reddena do New York Islanders.
- Florida Panthers získala Martina Straku z výběru nechráněných hráčů 15. března 1996.
- Pittsburghu podepsal jako volný hráč 7. září 1997.
- V roce 1999 se zúčastnil NHL All-Star Game.

V české extralize:
- V době výluky v NHL v sezóně 2004/2005 sehrál za HC Škoda Plzeň celkem 45 zápasů.
- Z NHL se definitivně vrátil v létě 2008.
- V sezóně 2009/2010 slavil s týmem HC Škoda Plzeň zisk Prezidentského poháru pro nejlepší tým základní části.
- V sezóně 2012/2013 vstřelil ve druhém prodloužení v čase 96:15 za tým HC Škoda Plzeň rozhodující gól sedmého finále proti PSG Zlín a rozhodl o zisku historicky prvního titulu pro svůj mateřský klub.

## Ocenění a úspěchy
- 2005 ČHL/SHL – Utkání hvězd české a slovenské extraligy
- 2009 ČHL – Sympaťák
- 2009 ČHL – Hokejista sezony
- 2009 ČHL – Nejlepší nahrávač v playoff
- 2010 ČHL – Hokejista sezony
- 2011 ČHL – Hokejista sezony
- 2011 ČHL – Nejlepší nahrávač
- 2011 ČHL – Nejvíce vstřelených vítězných branek
- 2013 ČHL – Vítězný gól
- 2019 čestná zmínka při vyhlášení 16 nejlepších hráčů všech dob klubu Pittsburgh Penguins[2]
- člen Síně slávy českého hokeje

## Prvenství

### NHL
- Debut – 7. listopadu 1992 (Toronto Maple Leafs proti Pittsburgh Penguins)
- První asistence – 10. listopadu 1992 (Minnesota North Stars proti Pittsburgh Penguins)
- První gól – 10. února 1993 (New York Rangers proti Pittsburgh Penguins, americkému brankáři Mike Richter)
- První hattrick – 8. března 1994 (Boston Bruins proti Pittsburgh Penguins)

### ČHL
- Debut – 21. října 1994 (HC Interconex Plzeň proti AC ZPS Zlín)
- První asistence – 21. října 1994 (HC Interconex Plzeň proti AC ZPS Zlín)
- První gól – 8. listopadu 1994 (HC Interconex Plzeň proti HC Pardubice, českému brankáři Radovanu Bieglovi)
- První hattrick – 29. října 2004 (HC Lasselsberger Plzeň proti HC Dukla Jihlava)

## Mezinárodní scéna
Martin Straka získal s českým hokejovým týmem zlatou olympijskou medaili na ZOH v Naganu (1998). Dlouho musel naopak čekat na zisk zlaté medaile z mistrovství světa. Povedlo se mu to až v roce 2005 na Mistrovství světa ve Vídni.

## Podnikatelská činnost
Martin Straka v roce 2002 založil obchodní firmu Straka 82 s.r.o. Od roku 2001 je majitelem hotelu Churáňov na Zadově a v letech 2004–2005 nechal postavit čtyřhvězdičkový hotel U Zvonu v centru Plzně. Od roku 2009 je majoritním vlastníkem klubu HC PLZEŇ 1929 s.r.o.

## Klubová statistika
| Sezóna       | Klub                   | Soutěž       |     | Základní část | Základní část | Základní část | Základní část | Základní část |    | Play off | Play off | Play off | Play off | Play off |
| Sezóna       | Klub                   | Soutěž       | Z   | G             | A             | B             | TM            | Z             | G  | A        | B        | TM       |          |          |
| 1988–89      | TJ Škoda Plzeň         | ČSHL-18      | 34  | 37            | 34            | 71            | 42            | —             | —  | —        | —        | —        |          |          |
| 1989–90      | TJ Škoda Plzeň         | ČSHL         | 1   | 0             | 3             | 3             | —             | —             | —  | —        | —        | —        |          |          |
| 1990–91      | HC Škoda Plzeň         | ČSHL         | 47  | 7             | 24            | 31            | 6             | —             | —  | —        | —        | —        |          |          |
| 1991–92      | HC Škoda Plzeň         | ČSHL         | 50  | 27            | 28            | 55            | 20            | 14            | 4  | 4        | 8        | —        |          |          |
| 1992–93      | Cleveland Lumberjacks  | IHL          | 4   | 4             | 3             | 7             | 0             | —             | —  | —        | —        | —        |          |          |
| 1992–93      | Pittsburgh Penguins    | NHL          | 42  | 3             | 13            | 16            | 29            | 11            | 2  | 1        | 3        | 2        |          |          |
| 1993–94      | Pittsburgh Penguins    | NHL          | 84  | 30            | 34            | 64            | 24            | 6             | 1  | 0        | 1        | 2        |          |          |
| 1994–95      | HC Interconnex Plzeň   | ČHL          | 19  | 10            | 11            | 21            | 18            | —             | —  | —        | —        | —        |          |          |
| 1994–95      | Pittsburgh Penguins    | NHL          | 31  | 4             | 12            | 16            | 16            | —             | —  | —        | —        | —        |          |          |
| 1994–95      | Ottawa Senators        | NHL          | 6   | 1             | 1             | 2             | 0             | —             | —  | —        | —        | —        |          |          |
| 1995–96      | Ottawa Senators        | NHL          | 43  | 9             | 16            | 25            | 29            | —             | —  | —        | —        | —        |          |          |
| 1995–96      | New York Islanders     | NHL          | 22  | 2             | 10            | 12            | 6             | —             | —  | —        | —        | —        |          |          |
| 1995–96      | Florida Panthers       | NHL          | 12  | 2             | 4             | 6             | 6             | 13            | 2  | 2        | 4        | 2        |          |          |
| 1996–97      | Florida Panthers       | NHL          | 55  | 7             | 22            | 29            | 12            | 4             | 0  | 0        | 0        | 0        |          |          |
| 1997–98      | Pittsburgh Penguins    | NHL          | 75  | 19            | 23            | 42            | 28            | 6             | 2  | 0        | 2        | 2        |          |          |
| 1998–99      | Pittsburgh Penguins    | NHL          | 80  | 35            | 48            | 83            | 26            | 13            | 6  | 9        | 15       | 6        |          |          |
| 1999–00      | Pittsburgh Penguins    | NHL          | 71  | 20            | 39            | 59            | 26            | 11            | 3  | 9        | 12       | 10       |          |          |
| 2000–01      | Pittsburgh Penguins    | NHL          | 82  | 27            | 68            | 95            | 38            | 18            | 5  | 8        | 13       | 8        |          |          |
| 2001–02      | Pittsburgh Penguins    | NHL          | 13  | 5             | 4             | 9             | 0             | —             | —  | —        | —        | —        |          |          |
| 2002–03      | Pittsburgh Penguins    | NHL          | 60  | 18            | 28            | 46            | 12            | —             | —  | —        | —        | —        |          |          |
| 2003–04      | Pittsburgh Penguins    | NHL          | 22  | 4             | 8             | 12            | 16            | —             | —  | —        | —        | —        |          |          |
| 2003–04      | Los Angeles Kings      | NHL          | 32  | 6             | 8             | 14            | 4             | —             | —  | —        | —        | —        |          |          |
| 2004–05      | HC Lasselsberger Plzeň | ČHL          | 45  | 16            | 18            | 34            | 76            | —             | —  | —        | —        | —        |          |          |
| 2005–06      | New York Rangers       | NHL          | 82  | 22            | 54            | 76            | 42            | 4             | 0  | 0        | 0        | 2        |          |          |
| 2006–07      | New York Rangers       | NHL          | 76  | 29            | 41            | 70            | 24            | 10            | 2  | 8        | 10       | 2        |          |          |
| 2007–08      | New York Rangers       | NHL          | 65  | 14            | 27            | 41            | 22            | 10            | 3  | 7        | 10       | 16       |          |          |
| 2008–09      | HC Lasselsberger Plzeň | ČHL          | 51  | 22            | 30            | 52            | 20            | 17            | 8  | 13       | 21       | 2        |          |          |
| 2009–10      | HC Plzeň 1929          | ČHL          | 35  | 17            | 26            | 43            | 32            | 6             | 2  | 2        | 4        | 4        |          |          |
| 2010–11      | HC Plzeň 1929          | ČHL          | 51  | 17            | 44            | 61            | 12            | 4             | 3  | 2        | 5        | 0        |          |          |
| 2011–12      | HC Plzeň 1929          | ČHL          | 51  | 17            | 30            | 47            | 20            | 12            | 2  | 11       | 13       | 4        |          |          |
| 2012–13      | HC Škoda Plzeň         | ČHL          | 47  | 15            | 39            | 54            | 18            | 20            | 8  | 12       | 20       | 8        |          |          |
| Celkem v ČHL | Celkem v ČHL           | Celkem v ČHL | 299 | 114           | 198           | 312           | 196           | 59            | 23 | 40       | 63       | 18       |          |          |
| Celkem v NHL | Celkem v NHL           | Celkem v NHL | 954 | 257           | 460           | 717           | 360           | 106           | 26 | 44       | 70       | 52       |          |          |

## Reprezentace
- Premiéra v reprezentaci – 30. ledna 1992 ve Stockholmu proti Švédsku (Švédské hokejové hry).
- Poslední utkání v reprezentaci – 4. listopadu 2008 v Praze proti Slovensku (přátelské utkání).

| Rok                       | Tým                       | Soutěž                    | Z  | G  | A  | B  | TM |
| ------------------------- | ------------------------- | ------------------------- | -- | -- | -- | -- | -- |
| 1990                      | Československo 18         | MEJ                       | 6  | 4  | 2  | 6  | 2  |
| 1991                      | Československo 20         | MSJ                       | 6  | 1  | 5  | 6  | 0  |
| 1992                      | Československo 20         | MSJ                       | 7  | 2  | 6  | 8  | 4  |
| 1994                      | Česko                     | MS                        | 3  | 1  | 0  | 1  | 4  |
| 1996                      | Česko                     | SP                        | 1  | 0  | 0  | 0  | 0  |
| 1998                      | Česko                     | OH                        | 6  | 1  | 2  | 3  | 0  |
| 2003                      | Česko                     | MS                        | 9  | 6  | 4  | 10 | 4  |
| 2004                      | Česko                     | MS                        | 7  | 2  | 2  | 4  | 4  |
| 2004                      | Česko                     | SP                        | 5  | 1  | 2  | 3  | 0  |
| 2005                      | Česko                     | MS                        | 9  | 3  | 1  | 4  | 8  |
| 2006                      | Česko                     | OH                        | 8  | 2  | 6  | 8  | 6  |
| Juniorská kariéra celkově | Juniorská kariéra celkově | Juniorská kariéra celkově | 19 | 7  | 13 | 20 | 6  |
| Seniorská kariéra celkově | Seniorská kariéra celkově | Seniorská kariéra celkově | 48 | 16 | 17 | 33 | 26 |